# Tomrair mac Ailchi
Tomrair mac Ailchi, ou  (en vieux norrois : Thormod/Thorir Helgason) (fl. en 922), est un Jarl viking de Limerick.

## Biographie
Tomrair mac Ailchi un est jarl et prince Viking qui rétablit l'ancienne petite base ou établissement préexistant viking, de Limerick comme un puissant royaume en 922, au cours d'une nuit quand les annales relèvent qu'il y arrive à la tête d'une énorme flotte, d'un lieu de départ inconnu. Ses ancêtres sont inconnus mais il n'appartenait évidemment pas à la lignée des Uí Ímair qui ne se rétablit elle-même que quelques années plus tard sur le royaume de Dublin dont Tomrair, premier roi de Limerick, devient immédiatement le rival.

### Sources primaires
- Annales de Clonmacnoise, translated by Connell MacGeoghagen (1627), ed. Denis Murphy (1896), The Annals of Clonmacnoise. Dublin: Royal Society of Antiquaries of Ireland.
- Annales des quatre maîtres, ed. & tr. John O'Donovan (2nd ed., 1856), Annála Rioghachta Éireann. Annals of the Kingdom of Ireland by the Four Masters... with a Translation and Copious Notes. 7 vols. Dublin: Royal Irish Academy. CELT versions. Full scans at Internet Archive: Vol. I. Vol. II. Vol. III. Vol. IV. Vol. V. Vol. VI. Indices.
- Annales d'Inisfallen, ed. & tr. Seán Mac Airt (1944), The Annals of Inisfallen (MS. Rawlinson B. 503). Dublin: Dublin Institute for Advanced Studies. Electronic edition and translation at CELT.
- Annales d'Ulster, ed. & tr. Seán Mac Airt and Gearóid Mac Niocaill (1983). The Annals of Ulster (to AD 1131). DIAS. edition and translation available at CELT.
- Chronicon Scotorum, ed. & tr. Gearóid Mac Niocaill (2003). Chronicon Scotorum. Unpublished manuscript made available to UCC. edition and translation available at CELT.
- Cogad Gáedel re Gallaib, ed. & tr. James Henthorn Todd (1867). Cogadh Gaedhel re Gallaibh: The War of the Gaedhil with the Gaill. London: Longmans.

### Sources secondaires
- Downham, Clare, Viking Kings of Britain and Ireland: The Dynasty of Ívarr to A.D. 1014. Edinburgh: Dunedin. 2007.
- Lee, Timothy, "The Northmen of Limerick", in Journal of the Royal Historical and Archaeological Association of Ireland, Fourth Series, Vol. 9, No. 80 (Jul. – Oct., 1889): 227–231. JSTOR
- Ní Mhaonaigh, Máire, "Cogad Gáedel Re Gallaib and the Annals: A Comparison", in Ériu (journal) 47 (1996): 101–26. JSTOR
- Steenstrup, Johannes C. H. R., Normannerne, Vols. 3–4. Copenhagen: Forlagt af Rudolph Klein, I. Cohens Bogtrykkeri. 1882. alternative scan
- Valante, Mary A., The Vikings in Ireland: Settlement, Trade and Urbanization. Four Courts Press. 2008.